# تق تقه

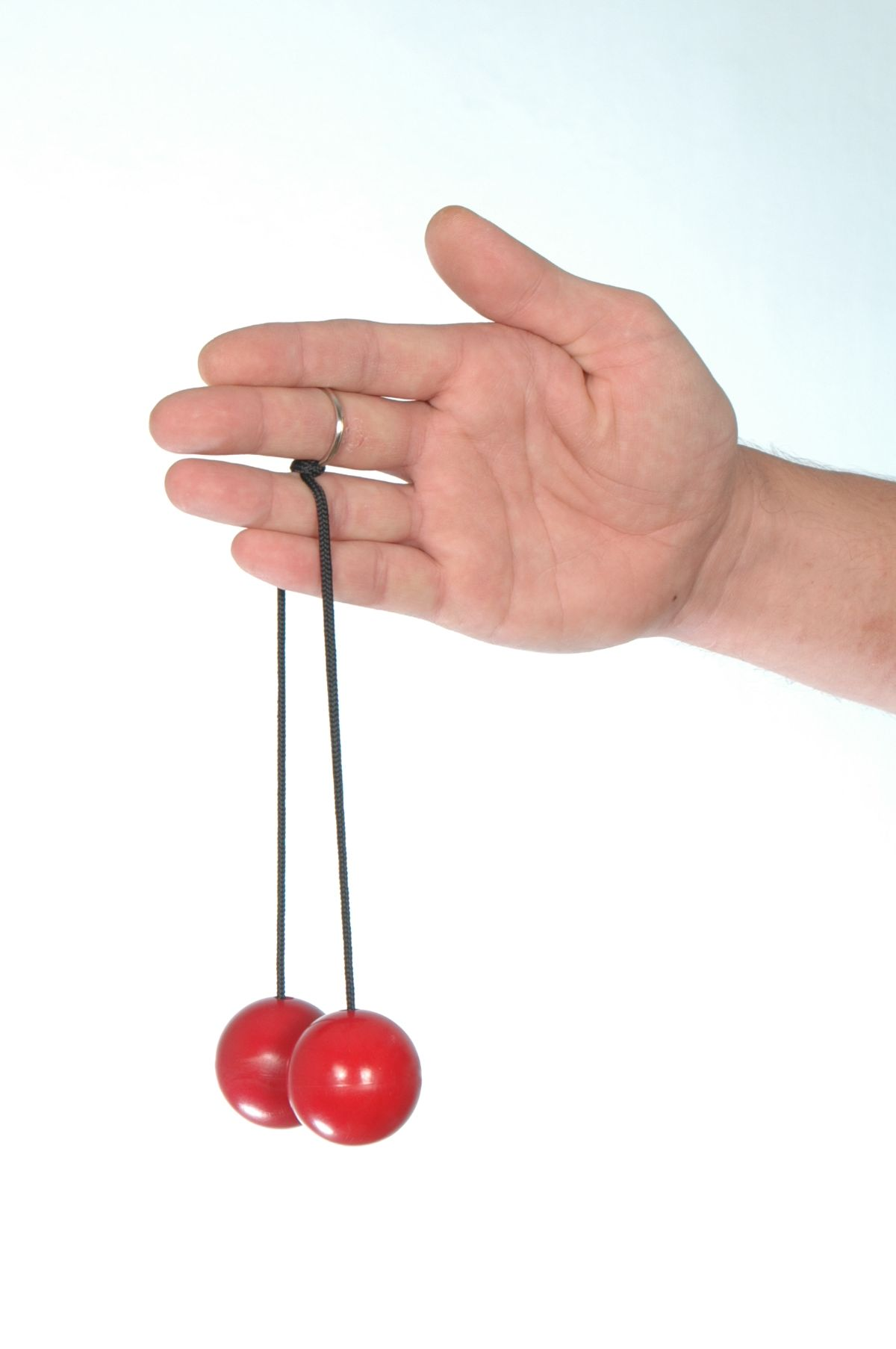
تق تقه

تق تقو (به انگلیسی: Clackers) اسباب‌بازیی است که از دو گوی و یک ریسمان ساخته شده است و جز اسباب‌بازی‌های محبوب در اواخر دهه ۱۹۶۰ و اوایل دهه ۱۹۷۰ در امریکا بود. ظاهر این وسیله بازی، شبیه به یک سلاح جنگی آرژانتینی است.
این اسباب‌بازی از دو گوی پلاستیکی محکم با قطر ۵ سانتی‌متر که به وسیله یک رشته به هم وصل شده‌اند، تشکیل شده است. گوی‌های متصل به ریسمان بر اثر حرکت دست، بر خلاف جهت هم‌دیگر حرکت کرده و با برخورد به هم صدا تولید می‌کنند.مسلط شدن به آن نیازمند تمرین است

## تاریخچه
تق تقه‌ها برای ترساندن پرنده‌ها در قرن ۱۹ میلادی به کار می‌رفتند.

## نکات ایمنی
تولید تق تقه به علت آسیب رساندن به کودکان مدتی متوقف شده بود. گاهی گوی‌ها به علت وزن و سرعت زیاد در حال حرکت، هنگام برخورد به هم‌دیگر می‌شکنند.

## در ایران
در سال ۱۳۹۲ این وسیله بازی در ایران همه‌گیر شده و به علت صدای تولیدی آن مورد اعتراض برخی سایت‌ها و افراد قرار گرفته بود. 